# 楊璡 (景泰進士)
楊璡（1419年—？），字文玉，山西太原府祁縣人，民籍，明朝政治人物。進士出身。

## 生平
山西鄉試第二十一名。景泰二年（1451年）辛未科會試第一百五十一名，殿試登進士第三甲第五十名。

## 家族
曾祖父楊思孝。祖父楊宣。父亲楊英。